# Bafoulabé
Bafoulabé es una comuna o municipio del círculo de Bafoulabé de la región de Kayes, en Malí. En abril de 2009 tenía una población censada de 19 766 habitantes.
Se encuentra ubicada al oeste del país, cerca de la frontera con Senegal y República de Guinea, y de las cataratas de Félou.